# منطقه اعزاز
منطقهٔ اعزاز (به عربی: مِنطقة أعزاز) یک منطقه در سوریه است که در استان حلب واقع شده‌است. منطقهٔ اعزاز ۲۵۱٬۷۶۹ نفر جمعیت دارد.